# 佐野真白
佐野 真白（さの ましろ、1999年〈平成11年〉6月1日 - ）は、日本の元俳優。神奈川県出身。
2008年4月にバーニング養成所に入所し、MIRAI PICTURES ACADEMYに所属。2022年5月15日に退所し、2022年10月1日よりHeazelzに所属。
2025年1月26日に引退を発表した。

## 人物
趣味はギター、特技は殺陣・ヴァイオリン・ピアノ。

## 出演

### テレビドラマ
- ほっとけない魔女たち（2014年、東海テレビ制作・フジテレビ系） - 村田佑太 役[2]
- あいつが上手で下手が僕で -巡巡決勝篇-（2024年、日本テレビ） - 野中 役[5]

### テレビ番組
- ピラメキーノ「はじめての告白の物語」（テレビ東京）[2]
- 時々迷々 第12話「特技に生きる」（Eテレ） - 南方熊夫 役[2]

### 映画
- キャッチボール×3（2010年）[2]
- あの日、ぼくらの大脱走（2014年）
- サンタクロースズ（2015年）

### 舞台
- ミュージカル『スコア』（2013年5月） - 案内人見習い 役[6][7]
- ミュージカル・テニスの王子様3rdシーズン - 壇太一 役[8]
  - 青学vs山吹（2015年12月 - 2016年2月）[9]
  - TEAM Live YAMABUKI（2016年3月 - 4月）[10]
  - コンサート Dream Live 2016（2016年5月）[11]
  - 青学vs氷帝（2016年7月 - 9月）[12]
  - コンサート Dream Live 2017（2017年5月）[12]
  - 秋の大運動会 2019（2019年10月）[13]
  - Thank-you Festival 2020（2020年2月）※本人として登壇[14][15]
- 舞台『カードファイト!! ヴァンガード』〜バーチャル・ステージ〜リンクジョーカー編（2017年4月） - 小茂井シンゴ 役[16]
- E.T.L vol.8 〜ボクらのアジトでNATSU☆祭〜（2017年8月） - RICE on STAGE『ラブ米』・にこまる 役（ゲスト出演）[17]
- RICE on STAGE『ラブ米』 - にこまる 役[18]
  - 〜Endless rice riot〜（2017年11月）[18]
  - Festival in バレンタイン（2018年2月）[19]
  - 〜I’ll give you rice〜（2018年4月）[20]
  - 〜Rice will come again〜（2020年11月）[21]
  - STAGE FES 2022-2023（2022年12月）[22]
  - ネルケプランニング30th ANNIVERSARY『ネルフェス2024』後夜祭！（2025年1月）
- ミュージカル『MEMORY BOYS〜想い出を売る店〜』（2018年6月 - 2019年6月） - チームフォルテ・ノクターン 役[23]
- SCHOOL STAGE『ここはグリーン・ウッド』（2019年7月） - 布施直 役[24]
- 舞台『刀剣乱舞』 - にっかり青江 役[25]
  - 科白劇 舞台『刀剣乱舞/灯』綺伝 いくさ世の徒花 改変 いくさ世の徒花の記憶（2020年7月 - 8月）[26]
  - 舞台『刀剣乱舞』綺伝 いくさ世の徒花（2022年3月 - 5月）[27]
  - 七周年感謝祭 夢語刀宴會（ゆめがたりかたなのうたげ）（2023年8月）[28]
- Sanrio Kawaii ミュージカル『From Hello Kitty』（2021年9月） - かわいいハート 役（Wキャスト）[29]
- 進戯団 夢命クラシックス#26『Re:write→of...』―最悪を書き直せ―（2022年9月）- 新汰悠 役[30]
- WBB vol.20.5『ギャングアワー』（2022年10月） - 大崎 役[31]
- コンサート『Revive〜by Beginning〜』（2022年12月）[32]
- 舞台『文豪とアルケミスト戯作者ノ奏鳴曲（ソナタ）』（2023年2月 - 3月）- 草野心平 役[33]
- 舞台『流罪〜親鸞の無念〜』（2023年6月 - 7月）- 住蓮 役[34]
- アナタを幸せにする世界の伝説シリーズvol.4『The Dawn of The Ragnarøk』（ザ・ドーン・オブ・ザ・ラグナロク）〜異聞・北欧神話〜 （2023年9月） - バルドル 役[35]
- SUPERNOVA『泡沫の空に光を飛ばした』（2024年2月） - 矢島譲 役[36]
- クオッカーズ『バンブー・サマー2024』（2024年3月）[37]
- 舞台『夢職人と忘れじの黒い妖精』（2024年8月） - イツキ 役[38][39]
- 舞台『終遠のヴィルシュ -ErroR:salvation- Case. Scien Brofiise』（2024年12月） - リュカ・プルースト 役[40]

### イベント
- 北川尚弥デビュー7周年記念イベント（2022年12月24日、浜離宮朝日ホール 小ホール）- ゲスト出演
- 和田琢磨ファンクラブイベント Follow Me #37（2023年1月7日、東京証券会館）- ゲスト出演

### 配信番組
- 刀剣乱舞 大演練 〜控えの間〜（2020年8月11日、DMM.com）[41]
- 真白のトリセツ（2022年 - 2025年）